# 烏 (密克羅尼西亞聯邦)
烏是西太平洋島國密克羅尼西亞聯邦波納佩州的十二個市之一，位於該島東北海岸，2008年人口2,289人。该地名稱是密克羅尼西亞聯邦最短的地名，也是世界上最短的地名之一。